# Polilla caniche venezolana
La polilla caniche venezolana  es una polilla fotografiada en el 2009 por Arthur Anker de Biskek, Kirguistán, en La Gran Sabana, Venezuela. Los expertos concuerdan que pertenece al género Artace. La polilla es a menudo confundida con otras polillas peludas, tales como la Bombyx mori.